# بنی اشلی-سیل
بنی اشلی-سیل (انگلیسی: Benny Ashley-Seal؛ زادهٔ ۲۱ نوامبر ۱۹۹۸) بازیکن فوتبال اهل بریتانیا است.
از باشگاه‌هایی که در آن بازی کرده‌است می‌توان به باشگاه فوتبال ولورهمپتون واندررز اشاره کرد.